# Internationaler Johann-Sebastian-Bach-Wettbewerb
Der Internationale Johann-Sebastian-Bach-Wettbewerb Leipzig (nach dem Komponisten Johann Sebastian Bach) ist ein Musikwettbewerb für junge Interpreten. Er wurde 1950 erstmals ausgeschrieben, von 1964 bis 1996 im Vierjahresturnus mit fünf Fächern durchgeführt und fand von 1996 bis 2024 alle zwei Jahre in drei wechselnden Fächern statt: Klavier, Cembalo, Violine/Barockvioline bzw. Orgel, Gesang, Violoncello/Barockvioloncello. Ab 2025 wird er jährlich veranstaltet und konzentriert sich jeweils auf ein Fach. Der Wettbewerb ist offen für Instrumentalisten und Sänger zwischen 16 und 33 Jahren.

## Struktur
Veranstalter des Wettbewerbs ist das Bach-Archiv Leipzig, Schirmherr ist der sächsische Ministerpräsident. Der Wettbewerb steht unter Aufsicht seines Präsidenten und seines Geschäftsführers.
Die Jury des Wettbewerbs setzt sich zusammen aus international renommierten Künstlern und Professoren. Mitglied der ersten Jury 1950 war Dmitri Schostakowitsch.
Im Jahr 1965 erfolgte der Beitritt in die World Federation of International Music Competitions.

## Besonderheiten
Der Wettbewerb bemüht sich um Gleichberechtigung von historischer und moderner Aufführungspraxis. So wurde er 2006 beispielsweise parallel für Cembalo und Klavier ausgetragen, mit teilweise gleichem Pflichtprogramm. In den Kategorien Violine/Barockvioline und Violoncello/Barockvioloncello können die Teilnehmer entscheiden, ob sie mit einem barocken oder modernen Instrument oder mit beiden Varianten auftreten möchten.
Zusätzlich wird im Semifinale ein Publikumspreis verliehen.

## Preisträger
Es werden in jeder Kategorie ein erster, ein zweiter und ein dritter Preis vergeben. Die Gewinner dieser Auszeichnungen tragen den Titel „Bachpreisträger“. Neben diesen Auszeichnungen werden verschiedene Sonderpreise und Publikumspreise verliehen.
Bis 2004 kam es in der Geschichte des Wettbewerbes immer wieder vor, dass in einer oder mehreren Kategorien kein erster Preis vergeben wurde, oder dass ein Preis an zwei Träger ging.
Träger der ersten Preise beim I. Internationalen Johann-Sebastian-Bach-Wettbewerb Leipzig 1950 waren Tatjana Petrowna Nikolajewa (Klavier), Amadeus Webersinke und Karl Richter (Orgel) sowie Igor Besrodny (Violine).
Preisträger:

### 1950
Klavier
- 1. Preis: Tatjana Nikolajewa, UdSSR
- 2. Preis: Galina Feodorowa, UdSSR
- 2. Preis: Margarita Feodorowa, UdSSR
- 3. Preis: Jörg Demus, Österreich
- 3. Preis: Waldemar Maciszewski, VR Polen

Orgel
- 1. Preis: Amadeus Webersinke, DDR
- 1. Preis: Karl Richter, DDR
- 2. Preis: Ludwig Doerr, BRD
- 2. Preis: Gerhard Tipp, BRD
- 3. Preis: Walter Schönheit, DDR
- 3. Preis: Diethard Hellmann, DDR

Cembalo
- 2. Preis: Ingrid Heiler, BRD

Gesang
- 2. Preis: Eva Fleischer, DDR
- 3. Preis: Alina Bolechowska, VR Polen
- 3. Preis: Christa Maria Ziese, DDR

Violine
- 1. Preis: Igor Besrodny, UdSSR
- 2. Preis: Michail Waimann, UdSSR
- 2. Preis: Alexej Gorochow, UdSSR
- 3. Preis: Werner Heutling, BRD
- 3. Preis: Agnes Vadas, VR Ungarn

### 1964
Klavier
- 1. Preis: Ilse Graubin, UdSSR
- 2. Preis: Wolfgang Wappler, DDR
- 2. Preis: Melita Dukowa-Kolin, VR Bulgarien
- 3. Preis: Igor Lasko, UdSSR
- 3. Preis: Gerhard Erber, DDR
- 3. Preis: Brunhild Partsch, DDR

Orgel
- 1. Preis: Petr Sovadina, CSSR
- 2. Preis: Karl-Rainer Böhme, DDR
- 2. Preis: Andreas Buschnakowski, DDR
- 3. Preis: Jan Hora, CSSR

Gesang
- 1. Preis: Bruce Abel, USA
- 2. Preis: Wolfgang Hellmich, DDR
- 2. Preis: Rolf Wollrad, DDR
- 3. Preis: Wladimir Swistow, UdSSR

### 1968
Klavier
- 1. Preis: Waleri Pawlowitsch Afanassjew, UdSSR
- 2. Preis: Ivan Klánský, CSSR
- 3. Preis: Jewgeni Koroljow, UdSSR

Orgel
- 1. Preis: Henning Wagner, DDR
- 2. Preis: Daniel Chorzempa, USA
- 3. Preis: Christian Collum, DDR

Gesang
- 1. Preis: Heidi Berthold-Riess, DDR
- 2. Preis: Eberhard Büchner, DDR
- 3. Preis: Siegfried Lorenz, DDR

Violine
- 1. Preis: Oleg Kagan, UdSSR
- 2. Preis: Christian Funke, DDR
- 3. Preis: Andras Kiss, VR Ungarn

### 1972
Klavier
- 1. Preis: Winfried Apel, DDR
- 2. Preis: Jean-Louis Steuermann, Brasilien
- 3. Preis: Michail Petuchow, UdSSR

Orgel
- 1. Preis: Heribert Metzger, Österreich
- 2. Preis: Istvan Ella, VR Ungarn
- 3. Preis: Hans Fagius, Schweden

Cembalo
- 1. Preis: Lionel Party, Chile
- 2. Preis: Armin Thalheim, DDR
- 3. Preis: Gyöngyver Szilvassy, VR Ungarn

Gesang Damen
- 1. Preis: Rosemarie Lang, DDR
- 2. Preis: Regina Werner, DDR
- 3. Preis: Julianne Paszthy, VR Ungarn

Gesang Herren
- 1. Preis: Dieter Weimann, DDR
- 2. Preis: Gheorghe-Emil Crasnaru, SR Rumänien
- 3. Preis: Peter Tschaplik, DDR

Violine
- 1. Preis: Wladimir Iwanow, UdSSR
- 2. Preis: Konrad Other, DDR
- 3. Preis: Lidija Schutko, UdSSR

### 1976
Klavier
- 1. Preis: Michail Woltschok, UdSSR
- 2. Preis: Larissa Dedowa, UdSSR
- 3. Preis: Dietmar Nawroth, DDR

Orgel
- 1. Preis: Elisabeth Ullmann, Österreich
- 2. Preis: Joachim Dalitz, DDR
- 3. Preis: Hartmut Rohmeyer, DDR

Gesang Damen
- 1. Preis: Carola Nossek DDR
- 2. Preis: Katalin Pitti, VR Ungarn
- 3. Preis: Nannita Peschke, DDR

Gesang Herren
- 1. Preis: Waldemar Wild, DDR
- 2. Preis: Gabor Nemeth, VR Ungarn
- 3. Preis: Frieder Lang, BRD

Violine
- 1. Preis: Nilla Pierrou, Schweden
- 2. Preis: Thorsten Rosenbusch, DDR
- 3. Preis: Daniel Phillips, USA

Violoncello
- 1. Preis: Alexander Rudin, UdSSR
- 2. Preis: Yvan Chiffoleau, Frankreich
- 3. Preis: Josef Feigelson, UdSSR

### 1980
Klavier
- 1. Preis: Anaid Nersesjan, UdSSR
- 2. Preis: Kei Itoh, Japan
- 3. Preis: Irina Berkowitsch, UdSSR

Orgel
- 1. Preis: Zsuzsana Elekes, VR Ungarn
- 2. Preis: Jaroslav Tuma, CSSR
- 3. Preis: Kristiane Köbler, DDR

Gesang Damen
- 1. Preis: Jadwiga Rappé, VR Polen
- 2. Preis: Liliana Bizineche, SR Rumänien
- 3. Preis: Monika Straube, DDR

Gesang Herren
- 1. Preis: Yukio Imanaka, Japan
- 2. Preis: Andreas Sommerfeld, DDR
- 3. Preis: Christoph Rösel, DDR

Violine
- 1. Preis: Michael Erxleben, DDR
- 2. Preis: Thorsten Janicke, DDR
- 3. Preis: Waltraut Wächter, DDR

Violoncello
- 1. Preis: Kerstin Feltz, DDR
- 2. Preis: Marin Cazacu, SR Rumänien
- 3. Preis: Michael Nellessen, DDR

### 1984
Klavier
- 1. Preis: Alexander Paley, UdSSR
- 2. Preis: Susanne Grützmann, DDR
- 3. Preis: Noriko Kodama, Japan

Orgel
- 1. Preis: John Gavin Scott, Großbritannien
- 2. Preis: Christoph Mehner, DDR
- 3. Preis: Michael Schönheit, DDR

Gesang Damen
- 1. Preis: Angela Liebold, DDR
- 2. Preis: Bettina Denner-Deckelmann, DDR
- 3. Preis: Constanta Adriana Mestes, SR Rumänien

Gesang Herren
- 1. Preis: Egbert Junghanns, DDR
- 2. Preis: Kenzo Ishii, Japan
- 3. Preis: Ralph Eschrig, DDR

Violine
- 1. Preis: Aleksej Koschwanetz, UdSSR
- 2. Preis: Birgit Jahn, DDR
- 3. Preis: Anna Rabinowa, UdSSR

Flöte
- 1. Preis: Wolfgang Ritter, BRD
- 2. Preis: Monika Hegedüs, VR Ungarn
- 3. Preis: Matthias Rust, DDR

### 1988
Klavier
- 1. Preis: Gerald Fauth, DDR
- 2. Preis: Nikolai Luganski, UdSSR
- 3. Preis: Alexej Botowinow, UdSSR

Orgel
- 1. Preis: Martin Sander, BRD
- 2. Preis: Stefan Kircheis, DDR
- 3. Preis: Wolfgang Kläsener, BRD

Gesang Damen
- 2. Preis: Kerstin Klesse, DDR
- 3. Preis: Katherina Müller, DDR

Gesang Herren
- 2. Preis: Matthias Bleidorn, DDR
- 3. Preis: Frank Schiller, DDR

Violine
- 1. Preis: Antje Weithaas, DDR
- 2. Preis: Katrin Scholz, DDR
- 3. Preis: Kazimierz Olechowski, VR Polen

Violoncello
- 1. Preis: Marc Coppey, Frankreich
- 2. Preis: Michael Sanderling, DDR
- 3. Preis: Raphael Pidoux, Frankreich

### 1992
Klavier
- 2. Preis: Ragna Schirmer, Deutschland
- 3. Preis: Juri Bogdanov, Russland

Orgel
- 2. Preis: Luca Antoniotti, Italien
- 2. Preis: Michael Bloss, Kanada
- 3. Preis: Walter Savant-Levet, Italien

Cembalo
- 2. Preis: Daniela Numico, Italien
- 3. Preis: Anikó Soltész, Ungarn
- 3. Preis: Mechthild Stark, Deutschland

Violine
- 1. Preis: Rachel Barton, USA
- 2. Preis: Thomas Timm, Deutschland
- 2. Preis: Axel Strauß, Deutschland

Gesang Damen
- 1. Preis: Bogna Bartosz, Polen
- 2. Preis: Yvonne Albes, Deutschland
- 3. Preis: Alla Simonichvili, Georgien

Gesang Herren
- 2. Preis: Jochen Kupfer, Deutschland

### 1996
Klavier
- 2. Preis Cornelia Herrmann, Österreich
- 3. Preis Christopher Hinterhuber, Österreich

Orgel
kein Preis vergeben
Cembalo
3. Preis Giampietro Rosato, Italien
Violine
- 2. Preis Natsumi Tamai, Japan
- 3. Preis Amanda Favier, Frankreich
- 3. Preis Aki Sunahara, Japan

Gesang Damen
- 2. Preis Klaudia Zeiner, Deutschland
- 3. Preis Simone Kermes, Deutschland
- 3. Preis Anne Buter, Deutschland

Gesang Herren
- 1. Preis Christoph Genz, Deutschland
- 2. Preis Ekkehard Abele, Deutschland
- 3. Preis Ralf Ernst, Deutschland
- 3. Preis Marcus Volpert, Deutschland

### 1998
Klavier
- 2. Preis: Ragna Schirmer, Deutschland
- 3. Preis: Miku Nishimoto-Neubert, Japan
- 3. Preis: Mari Kokuho, Japan

Violoncello
- 1. Preis: Emil Rovner, Russland
- 2. Preis: Renaud Déjardin, Frankreich
- 3. Preis: Ophélie Gaillard, Frankreich

Gesang Damen
- 1. Preis: Asako Motojima, Japan
- 2. Preis: Letizia Scherrer, Schweiz
- 3. Preis: Konstanze Maxsein, Deutschland

Gesang Herren
- 1. Preis: Jan Kobow, Deutschland
- 2. Preis: Andreas Post, Deutschland
- 2. Preis: Matthias Vieweg, Deutschland
- 3. Preis: Marcus Niedermeyr, Deutschland

### 2000
Cembalo
- 2. Preis: Wiebke Weidanz, Deutschland
- 2. Preis: Pieter Jan Belder, Niederlande
- 3. Preis: Philippe Leroy, Frankreich

Orgel
- 1. Preis: Johannes Unger, Deutschland
- 2. Preis: Gunther Rost, Deutschland
- 3. Preis: Yuichiro Shiina, Japan

### 2002
Klavier
- 1. Preis: Martin Stadtfeld, Deutschland
- 2. Preis: Andrew Brownell, USA
- 2. Preis: Eric Fung, Hong Kong SAR

Violine/Barockvioline
- 2. Preis: Laura Vikman, Violine, Finnland
- 3. Preis: Sonja Starke, Violine, Deutschland

Gesang Damen
- 1. Preis: Franziska Gottwald, Deutschland
- 2. Preis: Sigrid Horvath, Österreich
- 3. Preis: Barbara Tišler, Slowenien

Gesang Herren
- 1. Preis: Dominik Wörner, Deutschland
- 2. Preis: Daniel Johannsen, Österreich
- 3. Preis: Seung-Hee Park, Südkorea

### 2004
Orgel
- 1. Preis: Jörg Halubek, Deutschland
- 2. Preis: Elke Eckerstorfer, Österreich
- 3. Preis: Frédéric Champion, Frankreich

Gesang
- 1. Preis: Julius Pfeifer, Deutschland
- 2. Preis: Trine Wilsberg Lund, Norwegen
- 3. Preis: Markus Flaig, Deutschland

Violoncello/Barockvioloncello
- 1. Preis: Olivier Marron, Violoncello, Frankreich
- 2. Preis: Adam Mital, Violoncello, Schweiz
- 3. Preis: Richard Harwood, Violoncello, Großbritannien

### 2006
Cembalo
- 1. Preis: Francesco Corti, Italien
- 2. Preis: Ilpo Laspas, Finnland
- 3. Preis: François Guerrier, Frankreich

Violine/Barockvioline
- 1. Preis: Elfa Rún Kristinsdóttir, Violine, Island
- 2. Preis: Mayumi Hirasaki, Violine, Japan
- 3. Preis: Dmitry Sinkovsky, Barockvioline, Russland

Klavier
- 1. Preis: Irina Zahharenkova, Estland
- 2. Preis: Varvara Nepomnyashchaya, Russland
- 3. Preis: Elena Vorotko, Russland

### 2008
Orgel
- 1. Preis:  Bálint Karosi, Ungarn/USA
- 2. Preis:  Ilpo Laspas, Finnland
- 3. Preis:  Lukas Stollhof, Deutschland

Gesang
- 1. Preis:  Marie Friederike Schöder, Sopran, Deutschland
- 2. Preis:  Margot Oitzinger, Mezzosopran, Österreich
- 3. Preis:  Jens Hamann, Bass, Deutschland

Violoncello/Barockvioloncello
- 1. Preis:  Philip Higham, Violoncello, Großbritannien
- 2. Preis:  Davit Melkonyan, Barockvioloncello, Armenien
- 2. Preis:  Toru Yamamoto, Barockvioloncello, Japan

### 2010
Klavier
- 1. Preis: Ilya Poletaev, Kanada
- 2. Preis: Stepan Simonian, Russland
- 3. Preis: Ekaterina Richter, Russland

Cembalo
- 1. Preis: Maria Uspenskaya, Russland
- 2. Preis: Magdalena Malec, Polen
- 3. Preis: Nadja Lesaulnier, Frankreich

Violine/Barockvioline
- 1. Preis: Evgeny Sviridov, Violine, Russland
- 2. Preis: Shunsuke Sato, Barockvioline, Japan
- 3. Preis: Friederike Starkloff, Violine, Deutschland

### 2012
Orgel
- 1. Preis: Johannes Lang, Deutschland
- 2. Preis: Sebastian Küchler-Blessing, Deutschland
- 3. Preis: Matthias Neumann, Deutschland

Gesang
- 1. Preis: Dávid Szigetvári, Tenor, Ungarn
- 2. Preis: Benno Schachtner, Altus, Deutschland
- 3. Preis: Matthias Winckhler, Bass, Deutschland

Violoncello/Barockvioloncello
- 1. Preis: Beiliang Zhu, Barockvioloncello, China
- 2. Preis: Ditta Rohmann, Violoncello, Ungarn
- 3. Preis: Clara Pouvreau, Violoncello, Frankreich

### 2014
Klavier
- 1. Preis: Hilda Huang, USA
- 2. Preis: Schaghajegh Nosrati, Deutschland
- 3. Preis: Georg Kjurdian, Lettland

Cembalo
- 1. Preis: Jean-Christophe Dijoux, Frankreich
- 2. Preis: Olga Paschtschenko, Russland
- 3. Preis: Alexandra Nepomnyashchaya, Russland

Violine/Barockvioline
- 1. Preis: Seiji Okamoto, Japan
- 2. Preis: Marie Radauer-Plank, Österreich
- 3. Preis: Niek Baar, Niederlande

### 2016
Orgel
- 1. Preis: Kazuki Tomita, Japan
- 2. Preis: Pavel Svoboda, Tschechische Republik
- 3. Preis: Alina Nikitina, Russland

Gesang
- 1. Preis: Patrick Grahl, Deutschland
- 2. Preis: Raphael Höhn, Schweiz
- 3. Preis: Geneviève Tschumi, Schweiz

Violoncello/Barockvioloncello
- 1. Preis: Paolo Bonomini, Italien
- 2. Preis: Ursinn Braun, Schweiz
- 3. Preis: Vladimir Waltham, Frankreich/Großbritannien

### 2018
Klavier
- 1. Preis: Rachel Naomi Kudo, USA
- 2. Preis: Arash Rokni, Iran
- 3. Preis: Jonathan Ferrucci, Australien/Italien

Cembalo
- 1. Preis: Avinoam Shalev, Israel
- 2. Preis: Andrew Rosenblum, USA
- 3. Preis: Anastasia Antonova, Russland

Violine/Barockvioline
- 1. Preis: Maria Włoszczowska (Violine), Polen
- 2. Preis: Maia Cabeza (Violine), USA/Kanada
- 3. Preis: Hed Yaron Meyerson (Barockvioline), Deutschland/Israel

### 2022
Klavier
- 1. Preis: Olga Dawnis, Russland
- 2. Preis: Mattia Fusi, Italien
- 3. Preis: Eden Agranat Meged, Israel

Cembalo
- 1. Preis: Alexander von Heißen, Deutschland
- 2. Preis: Irene González Roldán, Spanien
- 3. Preis: Dmytro Kokoshynskyy, Ukraine

Violine/Barockvioline
- 1. Preis: Charlotte Spruit, Barockvioline, Niederlande
- 2. Preis: Qingzhu Weng, Violine, China
- 3. Preis: Sophia Prodanova, Barockvioline, Bulgarien

### 2024
Orgel
- 1. Preis: Julian Emanuel Becker, Deutschland
- 2. Preis: Jakub Moneta, Polen
- 3. Preis: Grant Smith, USA

Gesang
- 1. Preis: Lara Morger, Schweiz
- 2. Preis: Anton Haupt, Deutschland
- 3. Preis: Elena Elsa Tsantidis, Deutschland

Violoncello/Barockvioloncello
- 1. Preis: Victor Garcia Garcia, Spanien
- 2. Preis: Johannes Gray, USA
- 3. Preis: Bartolomeo Dandolo Marchesi, Italien